# Kanton Verdun-Centre
Der Kanton Verdun-Centre war von 1982 bis 2015 ein französischer Kanton im Arrondissement Verdun, im Département Meuse und in der Region Lothringen; sein Hauptort war Verdun.

## Gemeinden
Der Kanton bestand aus zwei Gemeinden und einem Teil von Verdun:
| Gemeinde        | Einwohner Jahr | Fläche km² | Bevölkerungsdichte | Code INSEE | Postleitzahl |
| --------------- | -------------- | ---------- | ------------------ | ---------- | ------------ |
| Belleray        | 464 (2013)     | 5,10       | 91 Einw./km²       | 55042      | 55100        |
| Dugny-sur-Meuse | 1.287 (2013)   | 19,00      | 68 Einw./km²       | 55166      | 55100        |
| Verdun          | 17.923 (2013)  | 31,03      | 578 Einw./km²      | 55545      | 55100        |

Nur ein Teil der Stadt Verdun gehörte zum Kanton Verdon-Centre (etwa 4.600 Einwohner); hier angegeben sind Gesamtfläche und Gesamteinwohnerzahl.

## Bevölkerungsentwicklung
| 1990  | 1999  | 2006  | 2012  |
| ----- | ----- | ----- | ----- |
| 6.600 | 6.285 | 5.978 | 5.805 |